# Sébastien Vieilledent
Sébastien Vieilledent (* 26. August 1976 in Cannes) ist ein französischer Olympiasieger im Rudern.

## Karriere
1994 war Vieilledent Juniorenweltmeister im Doppelzweier. Seinen ersten Einsatz bei Weltmeisterschaften in der Erwachsenenklasse hatte er 1995, als er mit dem Doppelvierer den siebten Platz belegte, ein Jahr später belegte er mit dem französischen Doppelvierer den zwölften Platz bei den Olympischen Spielen in Atlanta. In den folgenden Jahren trat er im Doppelzweier, im Einer und im Doppelvierer im Weltcup und bei Weltmeisterschaften an, ohne je unter die ersten drei zu kommen. Bei den Olympischen Spielen 2000 in Sydney belegte er mit der Doppelvierer den zehnten Platz. 
2001 bildete er zusammen mit Adrien Hardy einen Doppelzweier. Die beiden belegten bei den Weltmeisterschaften in Luzern den zweiten Platz hinter den Ungarn Ákos Haller und Tibor Pető. 2002 erreichten die beiden Franzosen nur das B-Finale und platzierten  sich auf dem siebten Rang. 2003 gewannen Hardy und Vieilledent ihr erstes Weltcuprennen in Mailand. Auf der gleichen Strecke wurden auch die Ruder-Weltmeisterschaften 2003 ausgetragen, bei der die beiden Franzosen vor den Italienern Rossano Galtarossa und Alessio Sartori gewannen. In der Saison 2004 waren die Weltcupergebnisse recht unterschiedlich, auf einen zehnten Platz in Posen folgte ein dritter Platz in München und ein vierter Platz in Luzern. Bei den Olympischen Spielen 2004 siegten die Franzosen vor den slowenischen Titelverteidigern Luka Špik und Iztok Čop, Galtarossa/Sartori erhielten die Bronzemedaille. 
Seit seinem Rücktritt 2005 ist Vieilledent als Trainer tätig. Er ist Ritter der französischen Ehrenlegion.